# Przełęcz pod Hulskiem
Przełęcz pod Hulskiem – przełęcz w Bieszczadach Zachodnich, w okolicach rezerwatu Hulskie. Według przewodników turystycznych zlokalizowana jest na wysokości 846 m n.p.m.